# Section du Panthéon-Français
La section du Panthéon-Français était, sous la Révolution française, une section révolutionnaire parisienne.

## Représentants
Elle était représentée à la Commune de Paris par :
- Jacques Louis Gadeau, né en 1759, Huissier du juge de paix de sa section, il demeure 48 rue Galande.
- Bernard Nicolas Lorinet, né en 1750, médecin demeurant 26 rue des Carmes.
- Pierre Louis Paris, né en 1759 ou 1760, ancien oratorien puis à partir de 1789 professeur de Belles-Lettres, demeurant 26 rue des Carmes. Suppléant de l'abbé Delille à la Sorbonne, il est guillotiné le 11 thermidor an II (29 juillet 1794).

## Historique
Cette section s’appela d’abord « section de Sainte-Geneviève ». Elle prit le nom de « section du Panthéon-Français » en août 1792.

## Territoire
Quartier du Panthéon-Français.

## Limites
La rue du Petit-Pont, à gauche, du Petit-Pont à la rue Galande ; la rue Saint-Jacques, à gauche, jusqu’à la rue des Fossés-Saint-Jacques ; rue des Fossés-Saint-Jacques, à gauche ; rue de l'Estrapade, à gauche ; rue de la Contrescarpe, à gauche ; rue Bordet, à gauche, depuis la rue Contrescarpe jusqu’à la rue Clopin ; rue Clopin, à gauche, jusqu’à la rue d'Arras; rue d’Arras, à gauche, jusqu’à la rue Traversière ; rue Traversière, à gauche, jusqu’à la rue Saint-Nicolas; rue Saint-Nicolas, à gauche, jusqu’à la rue Saint-Victor; rue Saint-Victor, des deux côtés, depuis la rue Saint-Nicolas jusqu’à la rue de Bièvre, des deux côtés, jusqu’à la rue des Grands-Degrés ; la rue des Grands-Degrés, des deux côtés, prenant du côté droit à la pompe, et de l’autre côté à la rue des Bernardins, jusqu’à la rue de la Bûcherie ; la rue de la Bûcherie, des deux côtés, jusqu’au Petit-Pont.

## Intérieur
Les rues Saint-Julien-le-Pauvre, Fouare, des Fouare, Jacinte, d’Amboise, Perdue, Galande, la place Maubert, du Plâtre, des Anglais, des Lavandières, des Noyers, Saint-Jean-de-Beauvais, des Carmes, de la Montagne-Sainte-Geneviève, Judas, Mont-Saint-Hilaire, Charretière, des Sept-Voies, des Amandiers, des Chiens, de Rheims, Fromentel, Saint-Étienne-des-Grès, de Fourcy, la place Sainte-Geneviève, etc., et généralement tous les rues, culs-de-sac, places, etc., enclavés dans cette limite.

## Local
La section du Panthéon-Français se réunissait dans la chapelle du Collège de Navarre, à l'emplacement de l'actuelle École polytechnique, 5 rue Descartes.

## Population
Elle était très dense avec 24 980 habitants, dont 2 136 ouvriers et 2 630 économiquement faibles.